# Chris Collins (chanteur)
Pour les articles homonymes, voir Chris Collins et Collins.
 (décembre 2018).
Si vous disposez d'ouvrages ou d'articles de référence ou si vous connaissez des sites web de qualité traitant du thème abordé ici, merci de compléter l'article en donnant les références utiles à sa vérifiabilité et en les liant à la section « Notes et références ».
Chris Collins, né le 10 août 1967 à Long Island (États-Unis), est un chanteur et guitariste américain. Il a été le premier chanteur du groupe Majesty, devenu par la suite Dream Theater.

## Avec Majesty
Collins a grandi à Long Island avec d'autres futurs membres de Dream Theater :John Petrucci, John Myung et Kevin Moore. Ces trois-là partent étudier la musique à l'université, mais Collins décide de s'engager dans le corps des Marines des États-Unis. Cependant, son engagement dans l'USMC n'a jamais eu lieu, car la semaine même où il soit se rendre au camp d'entraînement, Collins reçoit un appel téléphonique de John Petrucci, lui disant qu'ils aimeraient enregistrer un album, et qu'il lui fallait auditionner pour le groupe. Collins enregistre des voix pour six morceaux que le groupe met sur sa première bande démo, The Majesty Demos (en).
Collins finit par frustrer ses coéquipiers avec son intonation lors des enregistrements en studio et des concerts, ainsi qu'avec son comportement sur scène. D'un commun accord, il finit par quitter le groupe, ce dernier disant que Collins n'était pas un choix approprié pour le rôle de chanteur principal, et que le groupe ne serait jamais un succès avec lui dans ses rangs.

## Carrière ultérieure
Collins travaille avec des groupes locaux tels que Snowblind, Never Enough, Scorched Earth, Speak of the Devil et Live After Death. Il enregistre également des voix pour le groupe américain de metal progressif Oblivion Knight, dont l'album, Oblivion Knight, sort chez Steel Legacy records. Oblivion Knight était le groupe original formé par Steve Sexton, le bassiste d'OSV.